# Росиця (Тирговиштська область)
Роси́ця (болг. Росица) — село в Тирговиштській області Болгарії. Входить до складу общини Омуртаг.

## Населення
За даними перепису населення 2011 року у селі проживали 17 осіб, з них 15 осіб (93,8%) — турки.
Розподіл населення за віком у 2011 році:
Динаміка населення: